# Siosateki Veikune
Siosateki Tonga Veikune (n. 4 de enero de 1853 - 17 de octubre de 1913) fue un político tongano, que se desempeñó como Primer Ministro de Tonga entre 1893 y 1904.

## Trayectoria
Jugó un papel importante en las primeras décadas del estado moderno de Tonga a fines del siglo XIX. Vice primer ministro y tesorero general del reino en la década de 1880, dirigió el gobierno del rey Jorge Tupou I varias veces cuando el primer ministro Shirley Waldemar Baker estaba ausente. Cuando finalizó el mandato de Baker, en 1890, el rey le ofreció el puesto de primer ministro a Siosateki Tonga, pero este lo rechazó. Por lo tanto, es Siaosi Tuku'aho quien toma la cabeza del gobierno, antes de ser despedido en 1893. Es en ese año cuando Siosateki Tonga asume el cargo.

### Gobierno
Para financiar grandes gastos, su gobierno aumenta los impuestos y los préstamos de empresarios extranjeros, creando deudas significativas para el reino. 
En mayo de 1900, el Reino Unido convirtió a Tonga en un protectorado británico, destinado a eliminar a los alemanes muy presentes en la región: el reino pierde su independencia en política exterior, y los británicos también tienen derecho a influir en la política interna.
En 1903, el rey elevó a su primer ministro al rango de nobleza, creando para él el título hereditario de Veikune. En 1904, Everard im Thurn, recién nombrado Alto Comisionado para los Territorios Británicos del Pacífico Oeste, exigió que lo despidieran y lo exiliaran a Fiji, junto con su hijo y el ministro de Finanzas Fotu. Los dos hombres pueden regresar a Tonga en 1906. Siosateki Tonga Veikune muere allí en 1913, y su hijo hereda su título de nobleza.